# Peitzing (Buchbach)
Peitzing ist ein Gemeindeteil des Marktes Buchbach und eine Gemarkung im oberbayerischen Landkreis Mühldorf am Inn.

## Geografische Lage
Der Weiler Peitzing liegt im Gemeindegebiet des Marktes Buchbach in der Region Südostoberbayern im Alpenvorland inmitten des tertiären Hügellandes zwischen den Tälern der Vils im Norden und der Isen im Süden. Die Landeshauptstadt München ist rund 70 km entfernt.

## Geschichte
Der gemauerte Stadel in der Ortsmitte, Peitzing 2, mit Bundwerk und Halbwalmdach stammt aus dem ersten Drittel des 19. Jahrhunderts und wurde als Baudenkmal nachqualifiziert.